# Leptoneta waheulgulensis
Leptoneta waheulgulensis är en spindelart som beskrevs av Joon Namkung 1991. Leptoneta waheulgulensis ingår i släktet Leptoneta och familjen Leptonetidae. Inga underarter finns listade i Catalogue of Life.